# Ніл (штат)
Ніл(араб. ولاية نهر النيل; трансліт: Nahr an Nil) — один з 18 штатів Судану.
- Територія 122 123 км².
- Населення 1120441 людини (на 2008).

Адміністративний центр - місто Ед-Дамер.
Провінція межує з Єгиптом на півночі.

## Адміністративний поділ

Адміністративний поділ штату

Штат ділиться на 6 округів (дистриктів):
1. Абу-Хамад (Abu Hamad)
2. Бербер (Berber)
3. Ед-Дамер (Ad Damer)
4. Атбара (Atbara)
5. Шенді (Shendi)
6. Аль-Матаммах (Al Matammah)